# STATH
STATH‏ (Statherin) هوَ بروتين يُشَفر بواسطة جين STATH في الإنسان.

## الوظيفة
يمنع ترسيب فوسفات الكالسيوم في اللعاب، للحفاظ على مستوى عالي من الكالسيوم في اللعاب لإتاحة إعادة تمعدن مينا الأسنان، ومستويات فوسفات عالية من أجل التنظيم.